# Самарканд
Самарканд (на узбекски: Samarqand или Самарқанд; на персийски: سمرقند) е център на Самаркандска област и втори по големина град в Узбекистан след столицата Ташкент.

## История
През 1369 година градът става столица на тогавашната централноазиатска империя начело с Тимур. Градът преживява златен век и се превръща в архитектурната перла на Централна Азия с построените от Тимур и неговите наследници палати, астрономически обсерватории и ислямски колежи. В началото на 1500 г. номадски узбеки атакуват града.

## Население
| \| Година на преброяване \| Численост \| \| --------------------- \| --------- \| \| 1939 \| 134 346 \| \| 2005 \| 412 300 \| \| 2008 \| 596 300 \| \| 2015 \| 504 423 \| |           |
| Година на преброяване | Численост |
| 1939 | 134 346   |
| 2005 | 412 300   |
| 2008 | 596 300   |
| 2015 | 504 423   |

## Галерия
- Регистан
- Медресе Шердор
- Вътрешни куполи на медресе
- Пазар в центъра на града
- Пазар